# Bembo

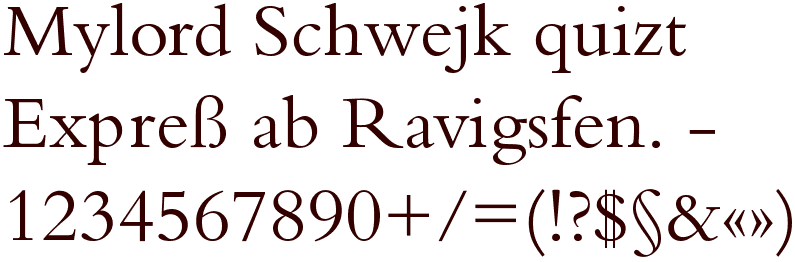
Schriftbeispiel der Bembo Roman

Die Bembo ist eine 1929 für die Firma Monotype Corporation neugezeichnete Schriftart, die auf der De Aetna-Type des Venezianers Francesco Griffo von 1496 beruht. 

## Geschichte
Die De Aetna-Type wurde für den Druck der Abhandlung De Aetna des jungen Humanisten und späteren Kardinals Pietro Bembo geschnitten. Dieses Werk erschien im Februar 1496 (nach dem damaligen venezianischen Kalender 1495) in der Druckerei von Aldo Manuzio. Die De Aetna-Type bildete die Grundlage für die weitaus bekanntere Garamond, hat aber kantigere Serifen als diese.
Der kursive Schnitt der Bembo geht auf ein Musterbuch des italienischen Schreibkünstlers Giovanni Tagliente von 1524 zurück.
Nach diesen Vorlagen wurde die heute verwendete Bembo 1929 von dem Schriftkünstler Stanley Morison (nach anderen Quellen von Alfred Fairbank) für Monotype neu gezeichnet und dabei nach Bembo benannt. Während Monotypes ursprüngliche Buchdruck-Versionen wie das Original die ausgeprägten Oberlängen bei den Buchstaben b, d, f, k und l aufwiesen, sind diese bei den meisten der heute für den Computer verfügbaren Varianten auf Versalhöhe gekürzt worden.

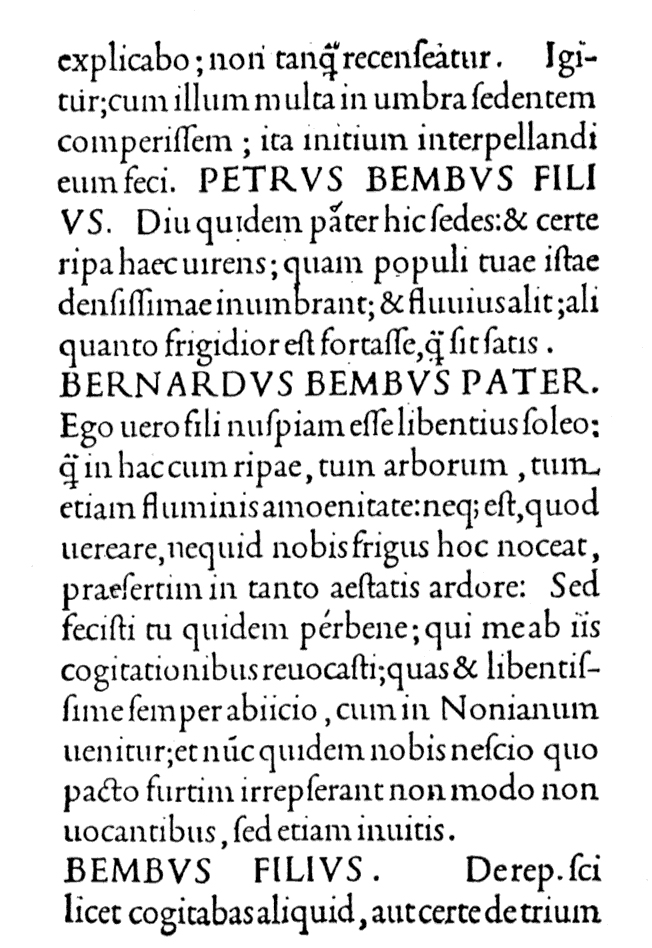
Originalsatz der Bembo mit langen Oberlängen aus De Aetna
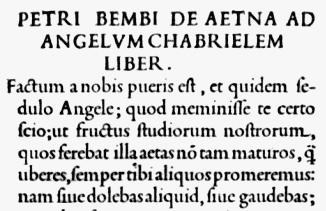
Originalschnitt der Bembo mit langen Oberlängen

Im Rahmen der Medieval Unicode Font Initiative hat David J. Perry die mit umfangreich ausgebautem Zeichenumfang ausgestattete  Schrift Cardo erstellt, die auf der gleichen originalen Schrift von 1495 wie die Bembo basiert.

## Klassifikation der Schrift
- Nach DIN 16518 gehört die Bembo in die Gruppe II (französische Renaissance-Antiqua)
- Nach Wolfgang Beinert gehört die Bembo zur Gruppe 1, Untergruppe französische Renaissance-Antiqua